# مودرا (ناحیه اوهرسکه هرادیشتی)
مودرا (به چکی: Modrá) یک منطقهٔ مسکونی در جمهوری چک است که در ناحیه اوهرسکه هرادیشتی واقع شده‌است. مودرا ۱٫۸۱ کیلومتر مربع مساحت و ۶۶۲ نفر جمعیت دارد و ۲۲۰ متر بالاتر از سطح دریا واقع شده‌است.